# Милиметрова хартия
Милиметровата хартия е разграфена с линии през един милиметър. За улеснение на всеки пети, десети и стотен милиметър линиите са удебелени. Използва се най-често за определяне на координати на функции, изчертани от писеца на записващо устройство и за определяне на лица на геометрични фигури.